# Verbandsgemeinde Wonnegau
La Verbandsgemeinde Wonnegau (Commune fusionnée Wonnegau) est une administration territoriale sous la forme d'une Gebietskörperschaft (de) dans l'Arrondissement d'Alzey-Worms en Rhénanie-Palatinat. La Commune fusionnée comporte 10 Ortsgemeinden et la ville d'Osthofen. Le siège administratif se trouve à Osthofen avec une dépendance à Westhofen. La commune a environ 20 000 habitants (31 mars 2012).
La Commune est nommée selon la région en Hesse rhénane.
Elle est fondée au 1er janvier 2014 en fusionnant la Commune fusionnée de Westhofen et la ville d'Osthofen .

## Communes fusionnées
| Ortsgemeinde, Stadt       | Fläche (km²) |
| ------------------------- | ------------ |
| Bechtheim                 | 13,34        |
| Bermersheim               | 2,32         |
| Dittelsheim-Heßloch       | 13,84        |
| Frettenheim               | 2,74         |
| Gundersheim               | 8,64         |
| Gundheim                  | 4,61         |
| Hangen-Weisheim           | 4,60         |
| Hochborn                  | 3,56         |
| Monzernheim               | 3,95         |
| Osthofen, Stadt           | 18,63        |
| Westhofen                 | 14,73        |
| Verbandsgemeinde Wonnegau | 90,96        |

## Histoire
L'ancienne Commune fusionnée de Westhofen était créée en 1972 à la suite de la première réforme de l'administration en Rhénanie-Palatinat. Jusqu'à cette date, les anciennes structures régnaient dans le district de Hesse-Rhénane. La ville d'Osthofen était  kreisfreie Stadt.
Au 28 septembre 2010, la Landesregierung lançait une loi pour améliorer la structure communale. Selon cette loi les communes fusionnées devaient avoir au moins 12 000 habitants, les villes arrondissements au moins 10.000. Jusqu'au 30 juin 2012 la fusion pouvait s'organiser entre les communes sur une base volontaire.
Tout d'abord les Gemeinderäte d'Osthofen et de la commune fusionnée d'Eich envisageaient au mai 2011 une fusion mais une majorité des habitants  étaient contre cette proposion et préférait une fusion avec la Commune fusionnée de Westhofen ,.
Dans la loi (Landesgesetz über die freiwillige Bildung der neuen Verbandgemeinde Wonnegau ) est déterminée que l'administration de la Commune fusionnée de Westhofen administre entre le 1er janvier 2013 et le 3 juin 2014 les affaires d'Osthofen. À partir du 1er juillet 2014, la nouvelle commune fusionnée prend son siège à Osthofen avec une dépendance à Westhofen.
Le Land accorde une subvention de 787 920 € .

Situation de la Commune fusionnée d'Eich
Situation d'Osthofen
Situation de la Commune fusionnée de Westhofen

## Administration

### Conseil de la commune fusionnée
Le nouveau Conseil de la Commune fusionnée Wonnegau se compose de 36 conseillers bénévoles élus lors des élections communales du 25 mai 2014  et un maire. 
Les partis dans le conseil et leurs mandataires :
| Wahl | SPD | CDU | FDP | ÖDP | FWG | BV | Gesamt    |
| ---- | --- | --- | --- | --- | --- | -- | --------- |
| 2014 | 11  | 13  | 2   | 1   | 6   | 3  | 36 sièges |

- FWG = Freie Wählergruppe Wonnegau
- BV = Bürgerverein Wonnegau e.V.

### Maire
Au 25 mai 2014, Walter Wagner est élu comme Bürgermeister de la nouvelle Commune fusionnée avec 70,05 % des votes. Son mandat de 8 ans commence le 1er juillet 2014.